# Heidemarie Hummel
Heidemarie „Heidi“ Hummel, nach Heirat Heidemarie Reich (* 12. August 1943 in Göppingen), ist eine ehemalige deutsche Leichtathletin, die sich auf den Hochsprung spezialisiert hatte.

## Karriere
Heidemarie Hummel sprang für die Turnerschaft Göppingen. Bei den Deutschen Meisterschaften 1962 wurde sie Zweite hinter Ingrid Becker, 1963 belegte sie den dritten Rang. Ebenfalls Dritte wurde sie bei den Hallenmeisterschaften 1964, nachdem sie 1963 Viertbeste war. Ihre persönliche Bestleitung von 1,69 Meter sprang sie am 20. Juli 1963 in Wetzlar.
Hummel trat 1962 und 1963 viermal im Nationaltrikot an. Bei den Europameisterschaften 1962 in Belgrad sprang sie sowohl in der Qualifikation als auch im Finale 1,64 Meter hoch und erreichte damit den achten Platz. Bei der Universiade 1963 in Porto Alegre gewann sie mit 1,65 Meter die Bronzemedaille.
Heidemarie Hummel ist Diplom-Kauffrau und arbeitete als Berufsschullehrerin.